# (4803) Birkle
(4803) Birkle (1989 XA) – planetoida z grupy pasa głównego asteroid okrążająca Słońce w ciągu 4,95 lat w średniej odległości 2,9 j.a. Odkryta 1 grudnia 1989 roku.